# دریاچه چوخلوما
دریاچه چوخلوما (انگلیسی: Lake Chukhloma) یک دریاچه در استان کوسترومای کشور روسیه است.